# 懷亞特山 (瑪麗伯德地)
懷亞特山（英語：Wyatt Hill）是南極洲的山丘，位於瑪麗伯德地，處於熊號半島，海拔高度約500米，根據美國地質調查局的測量和美國海軍的空中照片被繪入地圖。